# جيري ريد
جيري ريد (بالإنجليزية: Jerry Reed)‏، واسمه الحقيقي بالكامل جيري ريد هوبارد (20 مارس 1937-31 أغسطس 2008) هو ممثل ومغن مؤلف وعازف قيثارة أمريكي.

## وصلات خارجية
- جيري ريد على موقع IMDb (الإنجليزية)
- جيري ريد على موقع ألو سيني (الفرنسية)
- جيري ريد على موقع ميوزك برينز (الإنجليزية)
- جيري ريد على موقع أول موفي (الإنجليزية)
- جيري ريد على موقع قاعدة بيانات برودواي على الإنترنت (الإنجليزية)
- جيري ريد على موقع قاعدة بيانات الأفلام السويدية (السويدية)
- جيري ريد على موقع إن إن دي بي (الإنجليزية)
- جيري ريد على موقع أول ميوزيك (الإنجليزية)
- جيري ريد على موقع ديسكوغز (الإنجليزية)
- جيري ريد على موقع قاعدة بيانات الفيلم (الإنجليزية)

- جيري ريد في قاعدة بيانات الأفلام على الإنترنت
- وفاة جيري ريد عن عمر 71 سنة من صحيفة نيويورك تايمز